# Bitwa pod Chryzopolis (324)
Bitwa pod Chryzopolis – starcie zbrojne, które miało miejsce w roku 324 n.e. w czasie wojny między Konstantynem a Licyniuszem.
We wrześniu 324 n.e. podczas przeciągającego się oblężenia Bizancjum, Konstantyn skierował się z częścią swoich sił do Azji, gdzie znajdowały się główne wojska Licyniusza. Wykorzystując szybkie jednostki jednorzędowe popłynął w kierunku Pontu w rejon Chalkedonu, gdzie wysadził swoje wojsko. W odpowiedzi na to, Licyniusz całość swoich sił skoncentrował w Chalkedonie. Jego armia liczyła 60 000 ludzi i składała się głównie z oddziałów pochodzących ze wschodu. Dnia 18 września 324 n.e. obie armie spotkały się pod Chryzopolis. Niewielką przewagę liczebną posiadał Konstantyn. Bitwa była bardzo zacięta i trwała wiele godzin. Ostatecznie zakończyła się zwycięstwem wojsk Konstantyna, a Licyniusz na czele 30 000 ludzi wycofał się do Nikomedii. Klęska Licyniusza pod Chryzopolis przyśpieszyła kapitulację Bizancjum a wkrótce też zrzeczenie się przez niego władzy na rzecz Konstantyna.